# Baskets Wolmirstedt
O Baskets Wolmirstedt, também conhecido como SBB Baskets Wolmirstedt por motivos de patrocinadores, é um clube de basquetebol baseado em Stadtbergen, Alemanha que atualmente disputa a Pro A (Alemanha), correspondente à segunda divisão do país. Manda seus jogos no Halle der Freundschaft (em português:  Pavilhão da Amizade).

## Histórico de Temporadas
| Temporada | Nível | Liga           | Pos. | Resultado          |
| --------- | ----- | -------------- | ---- | ------------------ |
| 2015–16   | 5     | 2.Regionalliga | 7º   |                    |
| 2016–17   | 5     | 2.Regionalliga | 5º   |                    |
| 2017-18   | 5     | 2.Regionalliga | 1º   | Promovidocampeão   |
| 2018-19   | 4     | Regionalliga   | 3º   |                    |
| 2019-20   | 4     | Regionalliga   | 2º   |                    |
| 2020-21   | 4     | Regionalliga   | 1º   | Promovidocampeão   |
| 2021-22   | 3     | Pro B          | 2º   | Semifinais         |
| 2022-23   | 3     | Pro B          | 3º   | Semifinais         |
| 2023-24   | 3     | Pro B          | 4º   | Quartas de finais  |
| 2024-25   | 3     | Pro B          | 2º   | Promovidofinalista |
| 2025-26   | 2     | Pro A          |      |                    |

fonte:eurobasket

## Títulos

### 2.Regionalliga Norte-Leste
- Campeão (1): 2017-18